# Jamaica en los Juegos Paralímpicos de Seúl 1988
Jamaica estuvo representada en los Juegos Paralímpicos de Seúl 1988 por cinco deportistas, tres mujeres y dos hombres.

## Medallistas
El equipo paralímpico jamaicano obtuvo las siguientes medallas:
| Nombre          | Deporte   | Evento                 |
| --------------- | --------- | ---------------------- |
| Oro             |           |                        |
| Minette Wilson  | Atletismo | Jabalina 1B femenino   |
| Plata           |           |                        |
| Sylvia Grant    | Atletismo | Disco 5 femenino       |
| Sylvia Grant    | Atletismo | Jabalina 5 femenino    |
| Sylvia Grant    | Atletismo | Pentatlón 5-6 femenino |
| Davis Jeffreson | Atletismo | Jabalina 4 masculino   |
| Bronce          |           |                        |
| Minette Wilson  | Atletismo | Disco 1B femenino      |
| Minette Wilson  | Atletismo | Peso 1B femenino       |
| Henriette Davis | Atletismo | Jabalina 4 femenino    |